# Nihondaira-Stadion
Das IAI-Stadion Nihondaira (japanisch IAIスタジアム日本平, ausgesprochen wie I-A-I) ist ein Fußballstadion in der japanischen Stadt Shizuoka auf der Insel Honshū. Es ist seit 1992 die Heimspielstätte des Fußballvereins Shimizu S-Pulse aus der J1 League.

## Lage
Die Anlage befindet sich hinter einem Wohngebiet im Bezirk Shimizu-ku, Shizuoka, am Rande des Nihondaira-Gebirges, das die Stadt Shizuoka teilt. Vom Gelände aus ist der Berg Fuji sichtbar.

## Geschichte
Das Fußballstadion wurde 1991 unter dem Namen Nihondaira Sports Stadium mit der Haupttribüne eröffnet. Das ursprüngliche Platzangebot lag bei 13.000. In seinem ersten Jahr diente das Stadion als Austragungsort für das Fußballturnier des jährlichen All Japan High School Athletics Meet. 1994 wurde die Heimat von Shimizu S-Pulse erheblich erweitert, indem hinter jedem Tor eine zweistufige Tribüne und eine vergrößerte Hintertortribüne hinzugefügt wurden. 2003 erreichte die Kapazität nach einer weiteren Erweiterung über 20.000 Plätze.
2009 wurde die Anlage aufgrund eines Namenssponsoringvertrags in The Outsourcing Stadium umbenannt. Vier Jahre später, im Jahr 2013, wurde die Fußballarena, aufgrund eines neuen Sponsorvertrags, erneut in IAI-Stadion Nihondaira umbenannt. Der Namensgeber ist der Roboterhersteller IAI Corporation, ein Hersteller von Industrierobotern.